# Anthyllis cytisoides
Anthyllis cytisoides är en ärtväxtart som beskrevs av Carl von Linné. Anthyllis cytisoides ingår i släktet getväpplingar, och familjen ärtväxter. Inga underarter finns listade i Catalogue of Life.
Kronbladen är blekt gula.

## Bildgalleri

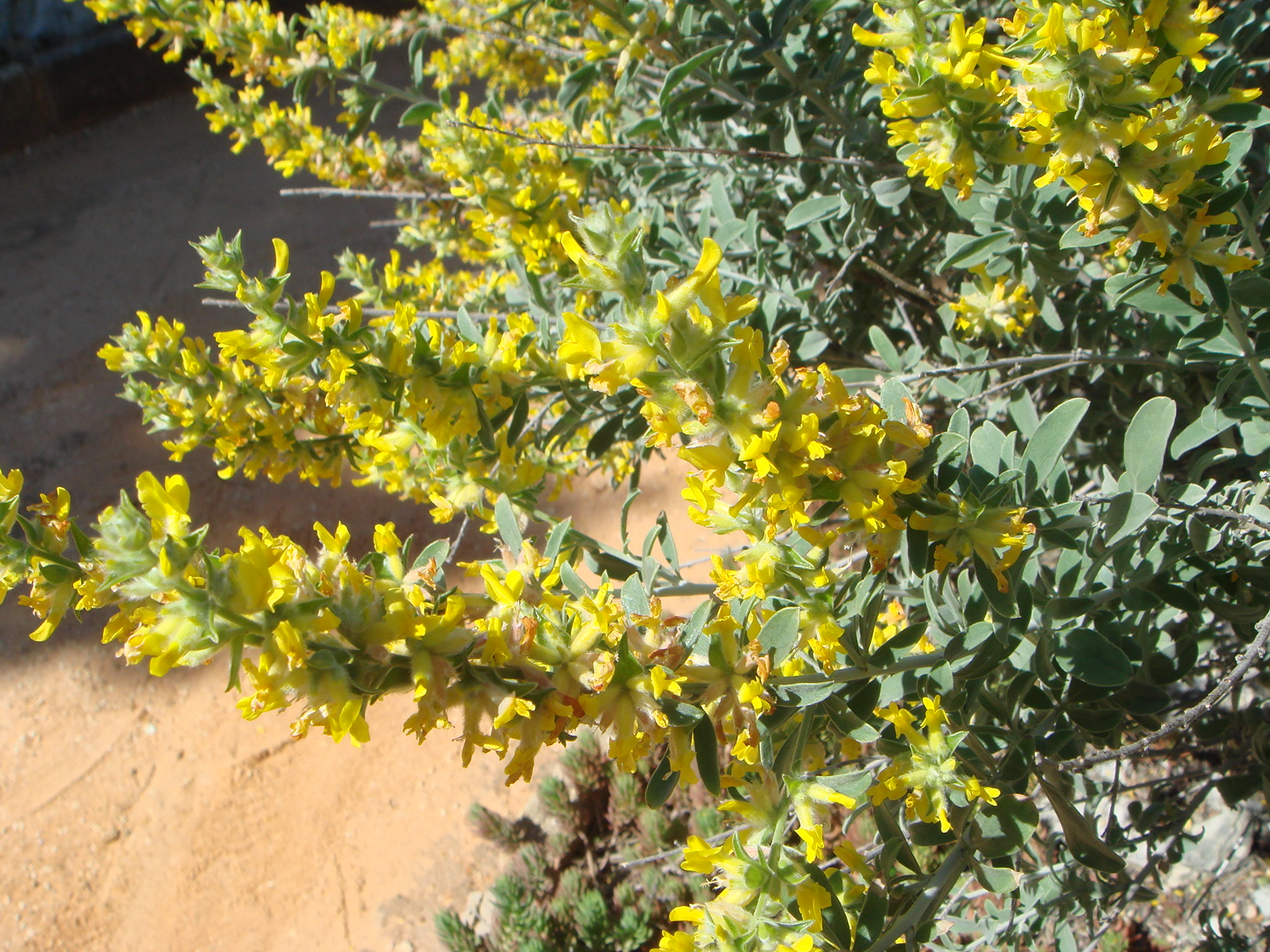
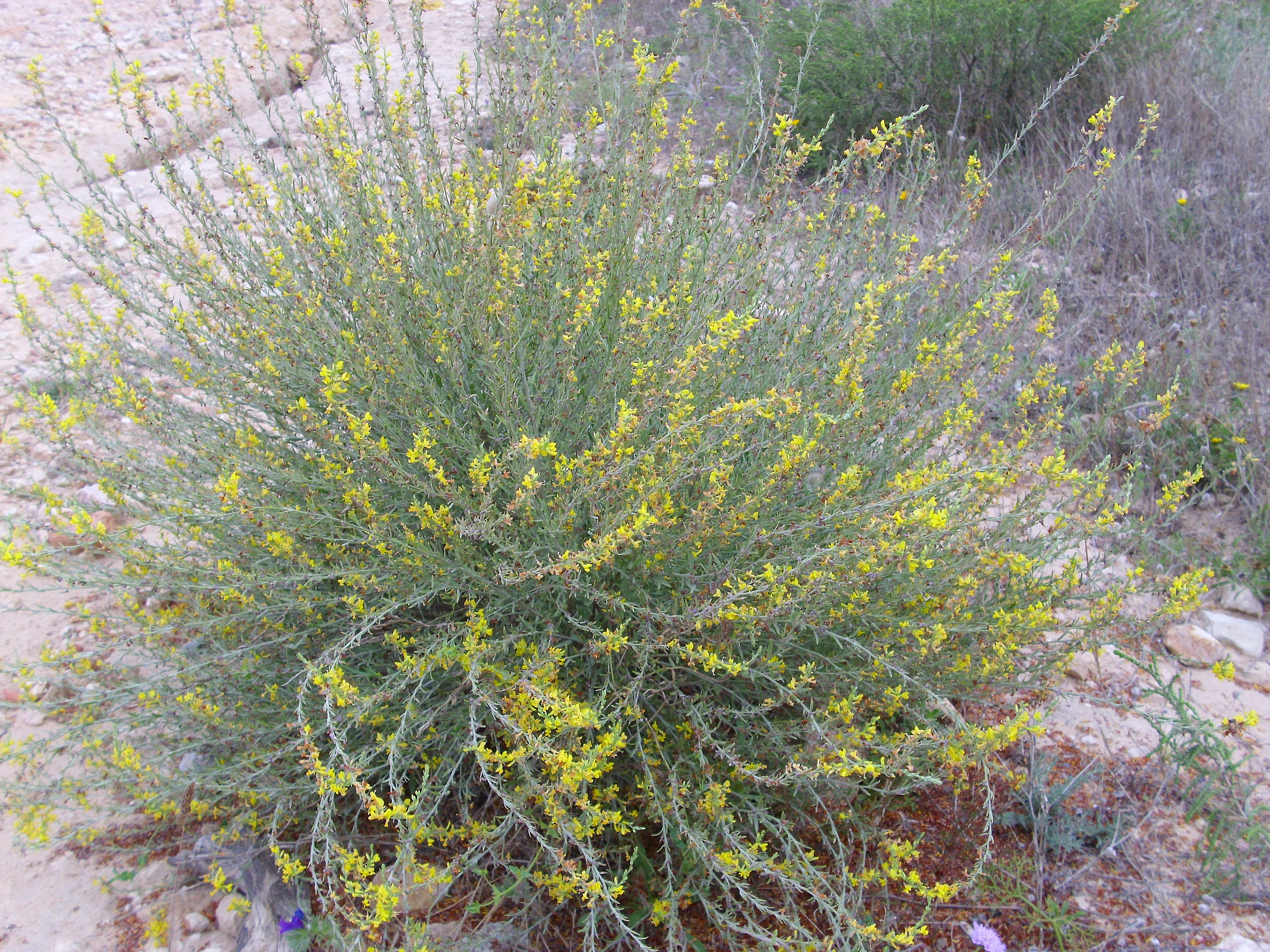
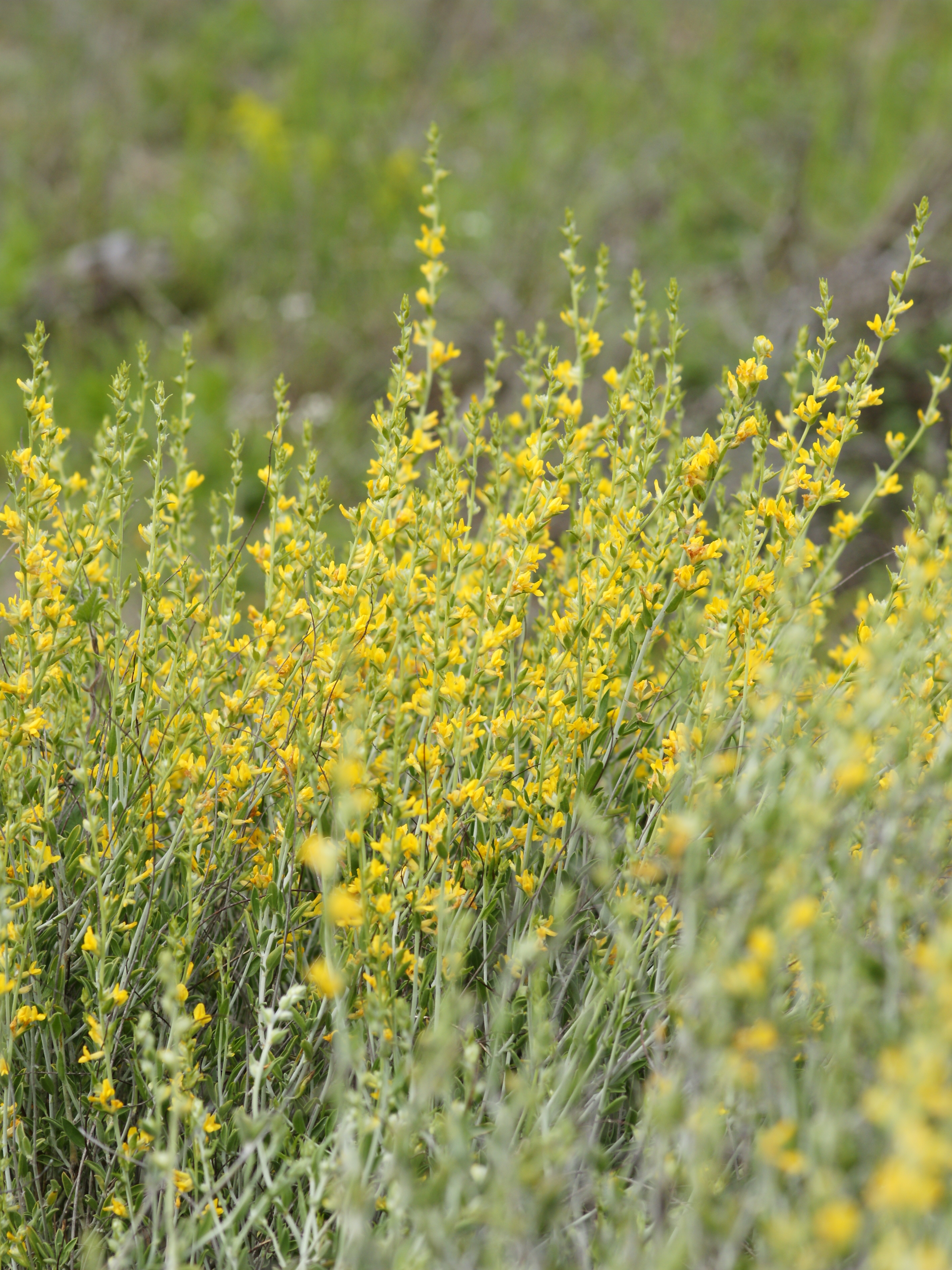
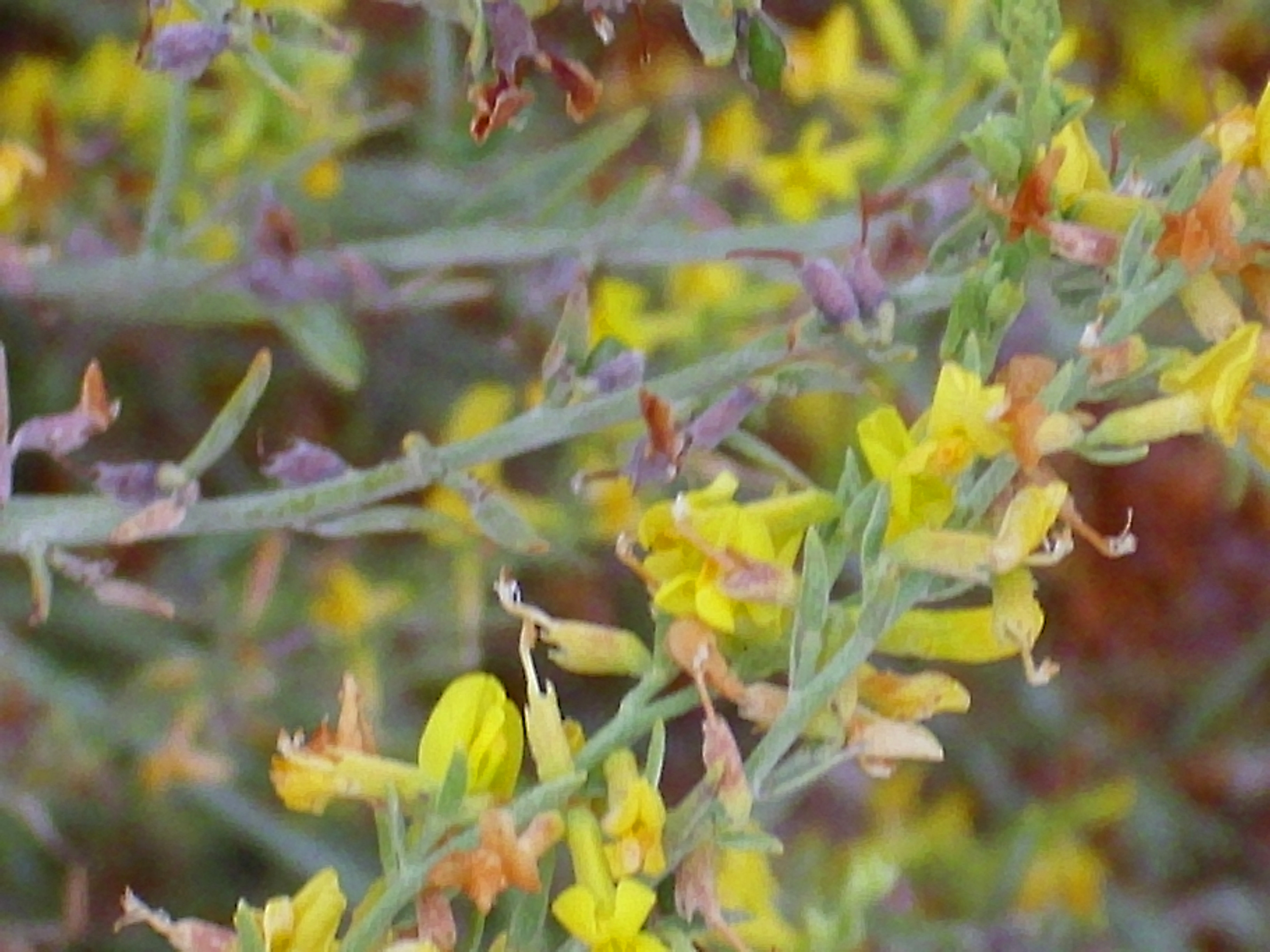